# Joseph Carlebach
Pour les articles homonymes, voir Carlebach.
Joseph Hirsch (Tzvi) Carlebach (30 janvier 1883, Lübeck, Empire allemand-26 mars 1942, forêt de Biķerniecki, près de Riga) est un rabbin orthodoxe allemand, rabbin de Lübeck (1919–1922), Altona (1927–1936) et de Hambourg (1936–1941). Il meurt victime de la Shoah.

## Biographie
Joseph Carlebach est né le 30 janvier 1883 à Lübeck, Empire allemand.
Il est un des sept fils du rabbin Salomon (Shlomo) Carlebach et d'Esther Adler. Son père, Salomon Carlebach, né le 28 décembre 1845 à Bruchsal, Karlsruhe, grand-duché de Bade et mort le 12 mars 1919 à Lübeck, est le rabbin de Lübeck. Sa mère, Esther Adler, est née le 2 juin 1853 à Lübeck, fille de l'ancien rabbin de Lübeck, Alexander Adler Sussmann (de) (1816-1869), et est morte dans cette ville le 14 février 1920. Quatre de ses frères deviennent aussi rabbins : Emmanuel Carlebach (1874-1927), Ephraim Carlebach (1879-1936), David Carlebach (1885-1913) et Hartwig Naftali Carlebach (1889-1967). Ses autres frères sont : Alexander Carlebach (1872-1925), Shimshon Carlebach (1875-1942), Moshe Carlebach (1881-1939) et ses sœurs sont Bella Carlebach (1876-1961), Sara Carlebach (1880-1928), Cilly Carlebach (1884-1968) et Miriam Carlebach (1888-1962).

### Études
Joseph Carlebach est d'abord éduqué par son père et par un élève du rabbin Jacob Ettlinger, le rabbin Mordechai Gumpel, qui est un tuteur pour les enfants Carlebach.

### Famille
Joseph Carlebach épouse en 1918 Charlotte (Lotte) Elisheva Chana Carlebach (Preuss), née le 16 juillet 1900 à Berlin (Allemagne). Elle est la fille du Dr Julius Preuss (5 septembre 1861-Groß Schönebeck, Schorfheide, Brandenburg, Allemagne-23 septembre 1913, Berlin) et de Martha Rachel Preuss (Halberstadt) (18 février 1876, Hambourg-21 mai 1960, Jérusalem, Israël). 
Joseph Carlebach a 18 ans de plus que Lotte Preuss, lorsqu'il l'épouse. Elle a alors 18 ans, orpheline de son père.
Ils ont neuf enfantsdont: Eva Chava Shulamis Shulamit Heinemann (15 novembre 1919, Hambourg-1966, Jérusalem, Israël), Esther Helene Hackenbrock (23 novembre 1920, Lübeck-)), Julius Yitzchak Buli Carlebach (28 décembre 1922, Altona, aujourd'hui Hambourg, en Allemagne-16 avril 2001, Brighton, au Royaume-Uni) et Judith Yehudis Heymann (1924, Altona, aujourd'hui Hambourg, Allemagne-1970, Cardiff, Pays-de-Galles, Royaume-Uni), Salomon (Shlomo) Peter Carlebach (né le 17 août 1925 à Hambourg), Ruth Carlebach, Noemi Carlebach et Sara Carlebach.

### Arrestations et déportations
Lotte Carlebach réussit à envoyer au Royaume-Uni ses enfants les plus âgés, ils survivent ainsi à la Shoah.
En décembre 1941, Joseph Carlebach, son épouse, ses quatre plus jeunes enfants et environ 800 Juifs de Hambourg sont déportés.
Joseph Carlebach, Lotte Carlbach, Ruth Carlebach (15 ans), Noemi Carlebach (14 ans) et Sara Carlebach sont fusillés le 26 mars 1942 au camp de concentration de Jungfernhof/Jumpravmuiža près de Riga.
Leur fils Salomon (Shlomo) Carlebach (il porte le même prénom que son cousin le chanteur-compositeur et rabbin Shlomo Carlebach) survit à neuf camps de concentration et devient le mashgiach ruchani (directeur spirituel) des étudiants de la yechiva Rabbi Chaim Berlin de Brooklyn, à New York, après la guerre.
Leur fils, le rabbin Julius Carlebach arrive d'Allemagne au Royaume-Uni, à l'âge de 16 ans. Il meurt à Brighton, le 17 avril 2001, à l'âge de 79 ans.